# ライダー・ヘシェダル
ライダー・ヘシェダル(Ryder Hesjedal、1980年12月9日 - ）は、カナダ、ビクトリア出身の自転車競技選手。「ヘシェダール」「ヘジダル」などとも表記される。

## 経歴
曽祖父母がノルウェーからの移民という、ノルウェー系カナダ人。
マウンテンバイクレースからレースキャリアをスタートさせた。
2004年、USポスタルサービスと契約を結んでプロ転向。本格的にロードレースへのキャリアをスタートさせた。
2008年、ガーミン・チポートレ（現在の キャノンデール・プロサイクリング・チーム）に移籍。
2010年、自国・カナダで行われた第1回のグランプリ・シクリスト・ド・モンレアルでは初代優勝者の座を狙い果敢なレースを行ったが3位。だが、ベストカナディアン賞と敢闘賞を獲得した。同じく、カナダで行われた第1回グランプリ・シクリスト・ド・ケベックは4位。
2013年10月30日、マウンテンバイクレース選手だった2003年にエリスロポエチンを使用したことを認めた。
2016年シーズン限りでの現役引退を発表。

### ジロ・デ・イタリア2012総合優勝
総合首位(第7〜第9、第14、最終)
ポイント賞部門 第3位
第4ステージのチームタイムトライアルで区間優勝に貢献し、総合4位に浮上。第7ステージでは区間5位に入り、同ステージ終了後、マリア・ローザに袖を通した。第10ステージで区間優勝のホアキン・ロドリゲスに総合首位の座を明け渡したが、以後ロドリゲスとマリア・ローザ争いを演じた。大会初めての山岳区間となった第14ステージで、ロドリゲスに26秒の差をつけ総合首位を奪回したものの、翌第15ステージでは逆にロドリゲスについていけず、わずか1日で総合首位の座を開け渡した。その後、第19ステージ終了後に17秒差まで縮めたが、翌20ステージでは終盤になってロドリゲスに引き離され、この時点での総合タイム差は31秒だった。しかし、最終第21ステージの個人タイムトライアルでは、34分15秒で走破し、区間6位の好成績でフィニッシュ。対するロドリゲスは35分02秒の区間26位に終わったため、総合16秒の差をつけ、カナダ国籍者として初めてグランツールで総合優勝を果たした。

### ブエルタ・ア・エスパーニャ2014
第7ステージ 2位
2014年は不運な事が続き目立った戦績がなく、既に今大会でも総合争いから脱落していた。逃げ集団に入ったヘシェダルは最終局面でデマルキとの2人の勝負になりステージ優勝はほぼ確実視されていた。しかし、ヘシェダルはゴール直前のカーブで落車、彼のサーヴェロ・Rcaはテレビ局のバイクにひかれて復帰不能となってしまった。デマルキは徐行してしばらく待っていたが、ヘシェダルが復帰不能と判断してレースに戻り、このステージを優勝した。ヘシェダルはその後チームカーからの代車に乗り換えて2位に入ったが、この時のRcaの動きの怪しさからモーター・ドーピング (バイクにモーターを取り付ける事) 疑惑が浮上した。
第14ステージ 優勝
モーター・ドーピング疑惑が盛んに報じられていたヘシェダルは、この日も逃げ集団に入って積極的に集団を牽いていたため体力を相当消耗していると思われた。比較的大人数の逃げ集団は、最大勾配28%にもなるゴール前の山岳地帯に入ると分裂した。ここでアタックをかけたヘシェダルに対して、それまであまり逃げ集団を牽かなかったオリヴァー・ツァウグが反応、カウンターアタックをして独走し、一時ヘシェダルとの差を10秒まで広げた。しかしヘシェダルは安定した走りでツァウグをかわして見事に優勝を果たし、モーター・ドーピング疑惑を払拭してみせた。グランツールでは2度目のステージ優勝である。

## 主な戦績

### 2001年
- 世界選手権U23・クロスカントリー2位。

### 2003年
- 世界選手権・クロスカントリー2位。

### 2006年
- カタルーニャ一周総合4位。

### 2007年
- 国内選手権・個人タイムトライアル優勝。

### 2008年
- ジロ・デ・イタリア総合60位。
- ツール・ド・フランス総合47位。

### 2009年
- ツール・ド・フランス総合49位。
- ブエルタ・ア・エスパーニャ　区間優勝　（第12ステージ）
- クラシカ・サンセバスティアン5位。
- ティレーノ〜アドリアティコ総合8位。

### 2010年
- モンテパスキ・ストラーデ・ビアンケ 5位
- カタルーニャ一周　総合6位
- アムステルゴールドレース 2位
- フレッシュ・ワロンヌ　9位
- ツアー・オブ・カリフォルニア 総合5位、区間優勝　（第8ステージ）
- ツール・ド・フランス 総合7位、第4ステージ敢闘賞
- グランプリ・シクリスト・ド・モンレアル　3位
- グランプリ・シクリスト・ド・ケベック　4位

### 2011年
- バスク一周　総合9位
- ツール・ド・フランス　総合18位、区間優勝（第3ステージ・チームタイムトライアル）

### 2012年
- リエージュ〜バストーニュ〜リエージュ　9位

- ジロ・デ・イタリア　 総合優勝、区間優勝　（第2ステージ・チームタイムトライアル）
- ジロ・ディ・ロンバルディア　6位
- UCIワールドツアー　総合13位

### 2013年
- リエージュ〜バストーニュ〜リエージュ　8位
- グランプリ・シクリスト・ド・モンレアル　3位

### 2014年
- ジロ・デ・イタリア　総合9位

- ブエルタ・ア・エスパーニャ　区間優勝　（第14ステージ）

### 2015年
- ジロ・デ・イタリア 総合5位